# Willem Hardenberg

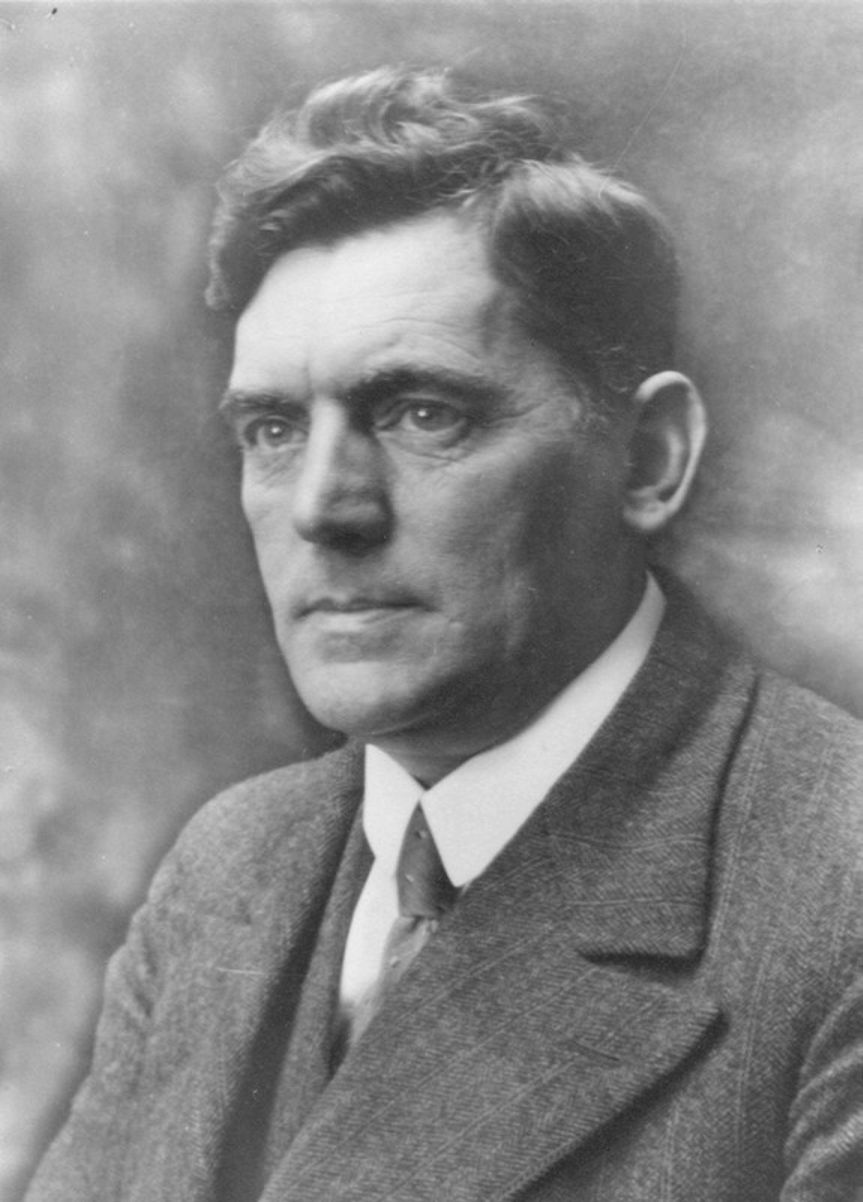
Portret van Willem Hardenberg. c. 1930

Willem Hardenberg (Rotterdam, 20 augustus 1879 – aldaar, 5 augustus 1939) was een Nederlandse kunstschilder, houtgraveur, tekenaar, boekbandontwerper en illustrator. Hij werkte in Rotterdam van 1894 tot 1939.
Hij volgde een opleiding aan de Academie van Beeldende Kunsten in Den Haag en aan de Academie voor Beeldende Kunsten en Technische Wetenschappen in Rotterdam.

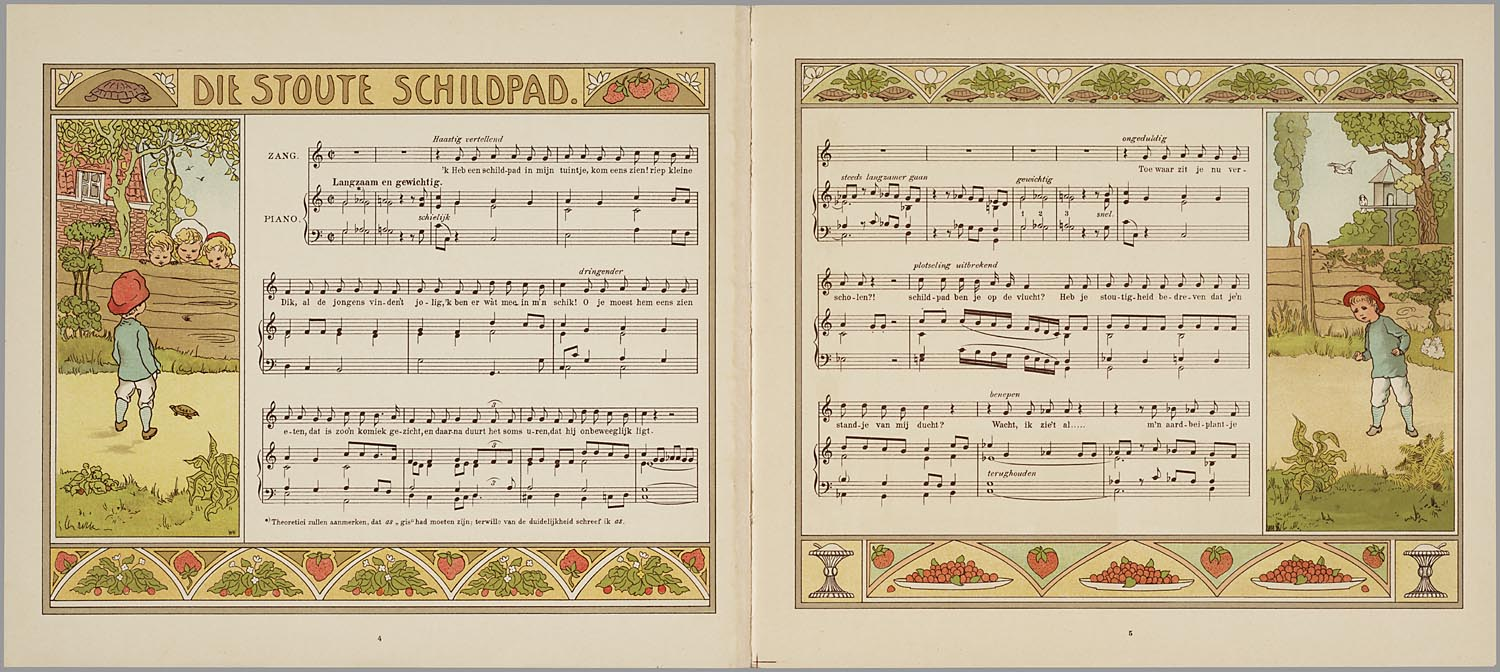
Bladzijde uit Het boekje van Tante An met liederen van Anna Lambrechts-Vos (1905), illustraties door Willem Hardenberg.

Hij vervaardigde houtsneden vanaf 1918; hij maakte veel illustraties en boekbanden voor de uitgeverijen H. ten Brink in Arnhem, Gebr. Kluitman in Alkmaar, Editio in Hillegom, Robijns & Co in Nijmegen en H. Meulenhoff in Amsterdam.
Hij was leraar handtekenen en had als leerlingen onder anderen Hugo Landheer en Jan Weiland jr.